# Werner Fuchs (Geologe)
Werner Fuchs (* 10. Dezember 1937 in Wien; † 24. November 1985) war ein österreichischer Geologe.
Fuchs wurde 1961 an der Universität Wien zum Dr. phil. promoviert. 1962 begann er an der Geologischen Bundesanstalt in Wien als Geologe zu arbeiten. Fuchs veröffentlichte zahlreiche Arbeiten aus dem Bereich der Mikropaläontologie.

## Veröffentlichungen
- Neue Funde tiefer Oberkreide in der Flyschzone bei Wien. In: Verhandlungen der Geologischen Bundesanstalt. 1963, S. 24–28 (zobodat.at [PDF; 389 kB]).
- Tertiär und Quartär der Umgebung von Melk. In: Verhandlungen der Geologischen Bundesanstalt. 1964, S. 283–299 (zobodat.at [PDF; 1,6 MB]).
- Geologie des Ruster Berglandes (Burgenland). In: Jahrbuch der Kaiserlich-Königlichen Geologischen Reichsanstalt. Band 108, 1965, S. 155–194 (zobodat.at [PDF; 4 MB]).
- mit Herbert Stradner: Die Foraminiferenfauna und Nannoflora eines Bohrkernes aus dem höheren Mittel-Alb der Tiefbohrung DELFT 2 (NAM), Niederlande. In: Jahrbuch der Kaiserlich-Königlichen Geologischen Reichsanstalt. Band 110, 1967, S. 245–341 (zobodat.at [PDF; 7,6 MB]).
- Über Ursprung und Phylogenie der Trias-"Globigerinen" und die Bedeutung dieses Formenkreises für das echte Plankton. In: Verhandlungen der Geologischen Bundesanstalt. 1967, S. 135–176 (zobodat.at [PDF; 2 MB]).
- Ein Beitrag zum stratigraphischen Aussagewerte fossiler Bodenbildungen und von Vollschottern quartärer Terrassen aus der Sicht des Feldgeologen. In: Verhandlungen der Geologischen Bundesanstalt. 1968, S. 171–178 (zobodat.at [PDF; 485 kB]).
- Eine bemerkenswerte, tieferes Apt belegende Foraminiferenfauna aus den konglomeratreichen Oberen Roßfeldschichten von Grabenwald (Salzburg). In: Verhandlungen der Geologischen Bundesanstalt. 1968, S. 87–97 (zobodat.at [PDF; 532 kB]).
- Zur Kenntnis des Schalenbaues der zu den Trias-"Globigerinen" zählenden Foraminiferengattung Praegubkinella. In: Verhandlungen der Geologischen Bundesanstalt. 1969, S. 158–162 (zobodat.at [PDF; 697 kB]).
- Eine alpine tiefliassische Foraminiferenfauna von Hernstein in Niederösterreich. In: Verhandlungen der Geologischen Bundesanstalt. 1970, S. 66–145 (zobodat.at [PDF; 3,2 MB]).
- Eine alpine Foraminiferenfauna des tieferen Mittel-Barrême aus den Drusbergschichten vom Ranzenberg bei Hohenems in Vorarlberg (Österreich). In: Abhandlungen der Geologischen Bundesanstalt in Wien. Band 27, 1971, S. 1–49 (zobodat.at [PDF; 7,5 MB]).
- Tertiär und Quartär am Südostrand des Dunkelsteiner Waldes. In: Jahrbuch der Kaiserlich-Königlichen Geologischen Reichsanstalt. Band 115, 1972, S. 205–245 (zobodat.at [PDF; 6,2 MB]).
- Ein Beitrag zur Kenntnis der Jura-"Globigerinen" und verwandter Formen anhand polnischen Materials des Callovien und Oxfordien. In: Verhandlungen der Geologischen Bundesanstalt. 1973, S. 445–487 (zobodat.at [PDF; 1,8 MB]).
- Zur Stammesgeschichte der Planktonforaminiferen und Verwandter Formen im Mesozoikum : (Eine vorläufige Betrachtung). In: Jahrbuch der Kaiserlich-Königlichen Geologischen Reichsanstalt. Band 118, 1975, S. 193–246 (zobodat.at [PDF; 4,8 MB]).
- Detailuntersuchungen an Trias-"Globigerinen" mit Hilfe eines Rasterelektronenmikroskopes. In: Verhandlungen der Geologischen Bundesanstalt. 1975, S. 235–246 (zobodat.at [PDF; 683 kB]).
- Ein Beitrag zur besseren Kenntnis der triassischen Foraminiferengattungen Variostoma und Diplotremina. In: Verhandlungen der Geologischen Bundesanstalt. 1975, S. 219–233 (zobodat.at [PDF; 782 kB]).
- Gedanken zur Tektogenese der nördlichen Molasse zwischen Rhone und March. In: Jahrbuch der Kaiserlich-Königlichen Geologischen Reichsanstalt. Band 119, 1976, S. 207–249 (zobodat.at [PDF; 7,8 MB]).
- Einige Beiträge zur Tertiär- und Quartärstratigraphie Ober- und Niederösterreichs. In: Verhandlungen der Geologischen Bundesanstalt. 1977, S. 231–241 (zobodat.at [PDF; 703 kB]).
- Großtektonische Neuorientierung in den Ostalpen und Westkarpaten unter Einbeziehung plattentektonischer Gesichtspunkte. In: Jahrbuch der Kaiserlich-Königlichen Geologischen Reichsanstalt. Band 127, 1984, S. 571 (zobodat.at [PDF; 7,7 MB]).